# Jeruzal (Mińsk)
Pour les articles homonymes, voir Jeruzal.
Jeruzal (prononciation : [jɛˈruzal]) est un village polonais de la gmina de Mrozy dans le powiat de Mińsk de la voïvodie de Mazovie dans le centre-est de la Pologne.
Il se situe à environ 12 kilomètres au sud de Mrozy (siège de la gmina), 24 kilomètres au sud-est de Mińsk Mazowiecki (siège du powiat) et à 61 kilomètres à l'est de Varsovie (capitale de la Pologne).
Le village compte approximativement une population de 328 habitants en 2013.
À Jeruzal, ont été tournées des scènes pour la série télévisée Ranczo et pour le film Ranczo Wilkowyje, les principaux sites liés à ces œuvres sont la pharmacie, la cabane de l'herboriste, l'église paroissiale, la nouvelle école, le presbytère, la salle paroissiale, le magasin U Krysi avec un banc.

## Histoire
De 1975 à 1998, le village appartenait administrativement à la voïvodie de Siedlce.